# Marcus Nummius Umbrius Primus Senecio Albinus
Marcus Nummius Umbrius Primus Senecio Albinus war ein römischer Politiker und Senator.
Albinus stammte aus Benevent in Süditalien, wo er in die Familie der Umbrii Primi aus Compsa (heute Conza) adoptiert wurde, die sehr enge Beziehungen zu Benevent hatte. Albinus wurde dort, wahrscheinlich wegen seiner Bauaktivitäten in dieser Stadt, als civis et patronus geehrt. Sein leiblicher Vater, Nummius Albinus, war wahrscheinlich ein Halbbruder des Didius Julianus und wurde von Septimius Severus zum Tode verurteilt.
Vor seiner prätorischen Laufbahn bekleidete Albinus als Kandidat der Kaiser Septimius Severus und Caracalla die Quästur (nach 199). Es folgte eine Legatur in der Provinz Asia. Um 202 diente er seinem wahrscheinlichen Adoptivvater, dem Prokonsul von Africa, Marcus Umbrius Primus, als Legat. Um 204 bekleidete er als Kandidat des Kaisers die Prätur.
Im Jahr 206 wurde Albinus ordentlicher Konsul. Zwischen 209 und 212 war er Legat der Provinz Hispania citerior und zwischen 212 und 217 Legat der Provinz Dalmatia. Wahrscheinlich war Albinus um 222 noch Prokonsul von Asia. Albinus war seit 191 Salius Palatinus und seit 199 Pontifex.
Sein Sohn Marcus Nummius Senecio Albinus wurde im Jahr 227 Konsul.